# Hylaeus xanthostoma
Hylaeus xanthostoma är en biart som först beskrevs av Johann Dietrich Alfken 1914.  Hylaeus xanthostoma ingår i släktet citronbin, och familjen korttungebin. Inga underarter finns listade i Catalogue of Life.